# Hurikán v ringu
Hurikán v ringu (v anglickém originále The Hurricane) je americký dramatický film z roku 1999. Režisérem filmu je Norman Jewison. Hlavní role ve filmu ztvárnili Denzel Washington, Vicellous Reon Shannon, Deborah Kara Unger, Liev Schreiber a John Hannah.

## Ocenění
Denzel Washington získal za svou roli v tomto filmu Zlatý glóbus a nominován byl na Oscara a SAG Award. Film byl dále nominován na Zlatý glóbus v kategoriích nejlepší film-drama a nejlepší režie.

## Obsazení
| Denzel Washington      | Rubin Carter      |
| Vicellous Reon Shannon | Lesra Martin      |
| Deborah Kara Unger     | Lisa Peters       |
| Liev Schreiber         | Sam Chaiton       |
| John Hannah            | Terry Swinton     |
| Dan Hedaya             | Della Pesca       |
| Debbi Morgan           | Mae Thelma Carter |
| Clancy Brown           | Jimmy Williams    |